# Лусіла Паскуа
Лусіла Паскуа (ісп. Lucila Pascua, нар. 21 березня 1983) — іспанська баскетболістка, срібна призерка Олімпійських ігор 2016 року.

## Виступи на Олімпіадах
| Олімпіада           | Дисципліна | Місце |
| ------------------- | ---------- | ----- |
| Афіни 2004          | баскетбол  | 6     |
| Пекін 2008          | баскетбол  | 5     |
| Ріо-де-Жанейро 2016 | баскетбол  | 2     |

## Зовнішні посилання
- Лусіла Паскуа — олімпійська статистика на сайті Sports-Reference.com (англ.) (архівна версія)

1. 1 2 3 4 5 6 7  http://competiciones.feb.es/estadisticas/Jugador.aspx?i=536360&c=1763642&med=0
2. ↑  http://seleccionfemenina.feb.es/Componente.aspx?c=1763642